# Anfiteatro anatómico de Padua
El anfiteatro anatómico de Padua (del italiano: Teatro anatomico di Padova) es un anfiteatro anatómico situado en el palacio Bo, en Padua, Italia. Construido en 1584 por iniciativa del anatomista Girolamo Fabrizi d'Acquapendente, es uno de los edificios más famosos de este tipo y suele ser considerado como el primer anfiteatro anatómico permanente del mundo.· Su arquitectura, concebida probablemente por el teólogo y científico Paolo Sarpi, fue el modelo de muchas construcciones posteriores, y, en particular, del anfiteatro anatómico de Leiden, Países Bajos, creado poco después por Pieter Pauw, que había sido discípulo de Fabrizi d'Acquapendente.